# سجاد شهبازاده
سجاد شهبازاده (بالفارسية: سجاد شهباززاده) (مواليد 23 يناير 1990 في أردبيل، إيران) هو لاعب كرة قدم إيراني يلعب لصالح قطر القطري كمهاجم.

## المسيرة الرياضية

### أندية فئة الشباب
كمواطن من أردبيل فقد بدأ شاهبازاده لعب كرة القدم عندما كان طفلا في إنتر كامبوس في أردبيل قبل أن ينتقل إلى ذوب آهن أردبيل في سن الرابعة عشرة.

### سايبا
كان شاهبازاده قد لعب في سايبا من عام 2010 حتى عام 2014. في موسمه الأخير مع سايبا سجل 9 أهداف في جميع المسابقات التي قادته للانتقال إلى استقلال طهران في الدرجة الممتازة.

### الاستقلال

#### موسم 2014-15
وقع لصالح الاستقلال في صيف عام 2014. لعب لأول مرة مع الاستقلال في الفوز 2-1 على راه آهن. هدفه الأول للنادي كان هدف الفوز ضد استقلال خوزستان. لعب ديربي طهران لأول مرة في 23 نوفمبر في هزيمة 2-1 ولكنه سجل هدف الاستقلال الوحيد في المباراة. في 4 فبراير لعب ضد فريقه السابق سايبا وسجل الهدف الوحيد للمباراة. أنهى موسمه الأول مع الاستقلال بتسجيل 12 هدفاً في الدوري الذي جعله صاحب المركز الثاني في الحذاء الذهبي للموسم خلف إيدر لوسيانو.

#### موسم 2015-16

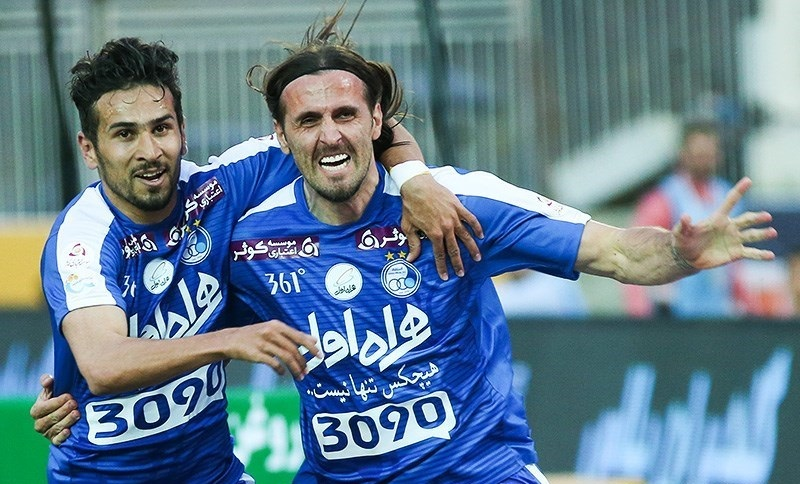
شاهبازاده (يسار) يحتفل مع بيرو بييتش بعد أن سجل بييتش ضد سايبا.

سجل شاهباززاده هدفين في المباراة الأولى من الموسم ضد سياه جاميغان ليفوز الاستقلال بنتيجة 2-1. بعد 3 أسابيع من الإصابة سجل هدفه الثاني في الفوز 2-0 على غسترش فولاد. أنهى الموسم برصيد 7 أهداف في الدوري و 4 أهداف في كأس حذفي مما جعله أفضل هداف في المسابقة.
في صيف عام 2016 أعلن شهبازاده أنه يراد مغادرة الاستقلال لفريق أوروبي إلا أن الاستقلال رفض السماح للاعب بالرحيل لأنه لا يزال متعاقدًا مع النادي. بعد أسابيع من المفاوضات في 20 يوليو 2016 تم تسريحه أخيرا من الاستقلال.

### ألانيا سبور
في 22 يوليو 2016 انضم رسمياً ألانيا سبور الصاعد حديثا إلى الدوري التركي الممتاز. في 20 أغسطس لعب لأول مرة في الخسارة 4-1 من بشيكتاش عندما دخل كبديل لجوناثان أييتيه. في 26 أغسطس بدأ أول مباراة له أمام أنطاليا سبور التي فاز فيه ألانيا سبور 2-1. خلال أول انطلاقة للنادي في 25 ديسمبر 2016 سجل هدفه الأول للنادي ضد غلطة سراي.
غادر شهبازاده النادي في يناير 2017 بعدما لم يحصل على وقت كافٍ للعب.

### نفط طهران
بعد الفشل في العودة إلى الاستقلال بسبب حظر الانتقال إلى النادي فقد انضم شهبازاده إلى نفط طهران خلال فترة الانتقالات الشتوية. سجل هدف الفوز على تراكتور سازي في نهائي كأس حازفي في مايو 2017.

### العودة إلى الاستقلال
في 14 يونيو عاد شاهزبزاده إلى الاستقلال قادما من نفط طهران. كان علي رضا منصوريان مدرب الاستقلال قد وعد بإبقاء القميص رقم 10 شاغرًا حتى عودة شهبازاده وعند عودته تم منحه القميص رقم 10 حيث كان يرتدي القميص في فترته السابقة.
في 10 يوليو 2017 خلال فترة الإعداد للموسم لعب مباراة ودية ضد بارس الجنوبي وتمكن من التسجيل. لعب أول مباراة رسمية له في الدوري في 28 يونيو 2017 في المباراة الافتتاحية التي خسرها 1-0 من صنعت نفط عبادان. في 17 أغسطس 2017 عانى شهبازاده من إصابة في الركبة في الهزيمة 1-0 من سايبا. عاد للعب ضد فولاد خوزستان في 13 أكتوبر. بسبب الإصابات المتتالية تراجع ليكون المهاجم الثاني في الفريق من بعد علي قرباني وطلب منه مدرب الاستقلال الجديد الألماني وينفريد شايفر أن يبحث عن ناد جديد لبقية موسم 2017-18. في 14 يناير 2018 أنهى عقده مع النادي رسميًا.

### قطر
في 17 يناير 2018 وقع شهبازاده مع قطر القطري. بعد يومين أشرك في التشكيلة الأساسية ضد المرخية حيث صنع هدف لباتريك فابيانو الوحيد في المباراة. إلا أن النادي أنهى عقده بعد 13 يومًا من توقيعه واستبدله بلويس أنتونيو خيمينيز في التشكيلة. يعود سبب إنهاء العقد إلى استمرار الإصابات التي تعرض لها في بداية الموسم.

## إحصائيات المسيرة الرياضية

### الأندية
آخر تحديث 26 يناير 2018.
| أداء النادي   | أداء النادي   | أداء النادي    | الدوري    | الدوري  | الكأس      | الكأس      | القارة    | القارة  | المجموع   | المجموع |
| النادي        | الموسم        | الدوري         | المباريات | الأهداف | المباريات  | الأهداف    | المباريات | الأهداف | المباريات | الأهداف |
| إيران         | إيران         | الدرجة         | الدرجة    | الدرجة  | كأس حذفي   | كأس حذفي   | آسيا      | آسيا    | المجموع   | المجموع |
| ------------- | ------------- | -------------- | --------- | ------- | ---------- | ---------- | --------- | ------- | --------- | ------- |
| سايبا         | 2010–11       | دوري المحترفين | 9         | 1       | 0          | 0          | –         | –       | 9         | 1       |
| سايبا         | 2011–12       | دوري المحترفين | 21        | 4       | 1          | 0          | –         | –       | 22        | 4       |
| سايبا         | 2012–13       | دوري المحترفين | 31        | 6       | 0          | 0          | –         | –       | 31        | 6       |
| سايبا         | 2013–14       | دوري المحترفين | 29        | 9       | 1          | 0          | –         | –       | 30        | 9       |
| استقلال طهران | 2014–15       | دوري المحترفين | 30        | 12      | 2          | 1          | –         | –       | 32        | 13      |
| استقلال طهران | 2015–16       | دوري المحترفين | 26        | 7       | 4          | 4          | –         | –       | 30        | 11      |
| تركيا         | تركيا         | الدرجة         | الدرجة    | الدرجة  | كأس تركيا  | كأس تركيا  | أوروبا    | أوروبا  | المجموع   | المجموع |
| ألانيا سبور   | 2016–17       | الدوري الممتاز | 4         | 1       | 1          | 0          | –         | –       | 5         | 1       |
| إيران         | إيران         | الدرجة         | الدرجة    | الدرجة  | كأس حذفي   | كأس حذفي   | آسيا      | آسيا    | المجموع   | المجموع |
| نفط طهران     | 2016–17       | دوري المحترفين | 8         | 0       | 1          | 1          | –         | –       | 8         | 1       |
| استقلال طهران | 2017–18       | دوري المحترفين | 8         | 0       | 1          | 0          | 0         | 0       | 9         | 0       |
| قطر           | قطر           | الدرجة         | الدرجة    | الدرجة  | كأس الأمير | كأس الأمير | آسيا      | آسيا    | المجموع   | المجموع |
| قطر           | 2017–18       | دوري النجوم    | 2         | 0       | 0          | 0          | –         | –       | 2         | 0       |
| مجموع إيران   | مجموع إيران   | مجموع إيران    | 162       | 39      | 10         | 6          | 0         | 0       | 172       | 45      |
| مجموع تركيا   | مجموع تركيا   | مجموع تركيا    | 4         | 1       | 1          | 0          | –         | –       | 5         | 1       |
| مجموع قطر     | مجموع قطر     | مجموع قطر      | 2         | 0       | 0          | 0          | –         | –       | 2         | 0       |
| المجموع الكلي | المجموع الكلي | المجموع الكلي  | 168       | 40      | 11         | 6          | 0         | 0       | 179       | 46      |

## الإنجازات

### مع الأندية
- نفط طهران
  - كأس حذفي (1): 2016-17

### الشخصية
- تشكيلة الموسم في دوري المحترفين الإيراني (1): 2015-16
- هداف كأس حذفي (1): 2015-16